# Włodzimierz Łajming
Włodzimierz Łajming (ur. 7 lutego 1933 w Tczewie, zm. 17 sierpnia 2022 w Gdańsku) – polski malarz, rysownik, profesor nauk o sztukach pięknych, absolwent i pracownik PWSSP w Gdańsku.

## Życiorys
Syn kaszubskiej pisarki Anny Łajming i Mikołaja, oficera białej armii. W 1953 roku ukończył Państwowe Liceum Sztuk Plastycznych w Gdyni-Orłowie. W 1960 roku uzyskał dyplom ukończenia studiów na Wydziale Malarstwa w Państwowej Wyższej Szkole Sztuk Plastycznych w Gdańsku (od 1996 roku: Akademia Sztuk Pięknych w Gdańsku), w pracowni prof. Juliusza Studnickiego. W 1974 roku był hospitantem Królewskiej Akademii Sztuki w Kopenhadze.
Należał do PZPR. W 1962 roku rozpoczął pracę w gdańskiej uczelni jako asystent Krystyny Łady-Studnickiej. W latach 1975–1981 był prodziekanem Wydziału Malarstwa, Rzeźby i Grafiki, a od roku 1981 do 1984 pełnił funkcję dziekana. Od 1984 do 2003 roku prowadził dyplomującą pracownię malarstwa na Wydziale Malarstwa i Grafiki. W latach 1984–1986 pełnił funkcję prorektora, a w okresie 1988–1991 był kierownikiem Katedry Malarstwa i Rysunku. W 1988 roku otrzymał tytuł profesora. Należał do zespołu teatrzyków „CO TO” i „TO TU”. Był członkiem Instytutu Kaszubskiego. Od 1966 roku członek Gdańskiego Towarzystwa Przyjaciół Sztuki, od 1998 roku członek honorowy. W latach 1991–1993 był przewodniczącym zarządu GTPS.
Jego pierwszą żoną była Bogdana z domu Szuba (1931–2004), także absolwentka i wykładowczyni gdańskiej PWSSP. Drugi związek małżeński zawarł w roku 2007 z Jagodą z domu Rutkowską, primo voto Olechno (ur. 1944), psychoterapeutką. Ojciec Ziemowita.
Zmarł nagle na Dworcu Głównym w Gdańsku. Pochowany został na cmentarzu w Skrzeszewie.

### Twórczość
Włodzimierz Łajming w swojej twórczości posługiwał się językiem malarskiej abstrakcji. Istotną rolę w jego pracach odgrywała chłodna kolorystyka (odcienie błękitu i granatu). Do pejzażu wprowadzał martwą naturę. Często powtarzającymi się w jego malarstwie symbolami były motywy zamykającej horyzont góry, uchylone bramy, wrota i proste drzwi.
| Wystawy indywidualne: - 1965 – Kopenhaga, Dania „Galeria AP” - 1965 – Warszawa, „Galeria Sztuki Współczesnej” SDK - 1970 – Gdańsk Galeria, „Sień Gdańska” - 1974 – Kopenhaga, Dania Galeria, „ZR” - 1975 – Białystok, BWA - 1975 – Gdańsk, „Sień Gdańska” - 1977 – Słupsk, BWA - 1978 – Gdańsk, Galeria, „ART.” - 1979 – Białystok, BWA - 1979 – Wormacja, RFN, Galeria „Gransche” - 1980 – Brema, RFN, Galerie „Im Winter” - 1984 – Hoganas, Szwecja - 1985 – Gdańsk, BWA - 1985 – Umeå, Szwecja - 1992 – Mannheim RFN, Galeria „ArteK” - 1996 – Heidelberg, RFN, - 1997 – Lublin, Galeria ZPAP - 2000 – Mannheim, RFN, Galeria „ArteK” - 2001 – Sopot, Państwowa Galeria Sztuki | Prace w zbiorach: - Muzeum Narodowego w Gdańsku - Muzeum Narodowego w Szczecinie - Muzeum Okręgowego w Lęborku - Muzeum Okręgowego w Słupsku - Muzeum w Wieliczce - Fundacji Malarstwa Polskiego w Lesku - Muzeum Historyczno-Etnograficzne w Chojnicach w zbiorach prywatnych w Polsce i za granicą |

Uczestnik międzynarodowej akcji charytatywnej „Polscy Artyści Plastycy – Dzieciom” organizowanej przez Fundację SERCE – Europejskie Centrum Przyjaźni Dziecięcej z siedzibą w Świdnicy.

## Ordery i odznaczenia
- Krzyż Oficerski Orderu Odrodzenia Polski (6 października 2005)[12]
- Złoty Krzyż Zasługi (1980)
- Złoty Medal „Zasłużony Kulturze Gloria Artis” (16 listopada 2018)[13]
- Medal Księcia Mściwoja II (2015)[14][15]
- Odznaka „Zasłużony Działacz Kultury”[8] (1971)
- Odznaka honorowa „Zasłużonym Ziemi Gdańskiej” (1972)
- Odznaka honorowa „Za zasługi dla m. Gdańska” (1975)
- Złota Odznaka ZPAP (1977)
- Złota Odznaka Związku Studentów Polskich (1966)[5]

Źródło:.

## Nagrody
- Wyróżnienie na V Jesiennych Konfrontacjach w Rzeszowie (1974)
- Stypendium Królewskiej Akademii Sztuki w Kopenhadze (1974)
- Nagroda Ministra Kultury i Sztuki III stopnia (1975)
- Nagroda Ministra Kultury i Sztuki II stopnia (1983)
- Wyróżnienie na V Biennale Sztuki Gdańskiej (1983)
- Nagroda Artystyczna Gdańskiego Towarzystwa Przyjaciół Sztuki (2000)
- Pomorska Nagroda Artystyczna (2002)
- Gran Prix w dziedzinie malarstwa I Pomorskiego Konkursu Plastycznego w Szczecinku (2002)
- Nagroda Artystyczna Gdańskiego Towarzystwa Przyjaciół Sztuki (2007)
- Nagroda Prezydenta Miasta Gdańska w Dziedzinie Kultury z okazji jubileuszu 50-lecia pracy twórczej oraz 75. urodzin (2008)[17]
- Nagroda Prezydenta Miasta Gdańska w Dziedzinie Kultury z okazji jubileuszu 55-lecia pracy artystycznej oraz 80. urodzin (2013)[17]

Źródło:.